# Església de Santa Tecla (Montblanc)
L'Església de Santa Tecla és una església del municipi de Montblanc (Conca de Barberà) inclosa en l'Inventari del Patrimoni Arquitectònic de Catalunya. Ubicada al carrer de Baix, és una església de petites dimensions i d'estructura molt senzilla: una portalada de pedra amb l'escut i la Tau i una finestrella circular. Hi ha una porta de mig punt, una obra possiblement del segle xvii.